# 日本共同証券
日本共同証券（にほんきょうどうしょうけん）は、1964年1月20日に資本金25億円
で発足した株式棚上げ機関である。証券不況で供給過剰だった株式を買い上げるために設立された。出資者は当初、都市銀行12行、長期信用銀行2行、証券会社4社だったが、同年11月以降は、都市銀行14行、長期信用銀行4行、信託銀行7行、地方銀行56行、証券会社16社、保険会社40社となった。日本銀行やその他都市銀行からの融資総額は1,800億円ともいわれた。株式市場の回復後の1971年に解散された。

## 設立まで
当時、日経ダウ平均は1,200円の大台を割り込みそうになっていた。銀行は株を買い支えて株価を維持しようと考えていた。保有株式の担保価値が下落したら資産内容が悪くなるからであった。加えて長期信用銀行、特に日本興業銀行・日本長期信用銀行・日本不動産銀行を中心に発行されていた金融債は、証券会社を介し顧客に売られてなお引き渡されず（運用預かり）、証券会社がインターバンク市場から資金調達する際の担保に利用されていた。この長信三行は、金融債が証券不況の原因と市場に論じられてイメージダウンすることを恐れた。
公になることによるシステミック・リスクを避けるため、中山素平興銀頭取、宇佐美洵三菱銀行頭取、岩佐凱実富士銀行頭取、加治木俊道大蔵省証券部長、佐々木直日銀副総裁は、日本共同証券の青写真を描くために密談を重ねた。結果として、証券局内部でさえほとんど議論らしい議論は行われず、田中角栄大蔵大臣、池田勇人首相にも、設立が揺るぎない段階になってから報告された。証券業界と正式な会合が行われたのは1963年10月9日になってからである。ただ、ここでは格別の反対はなかったという。後に大口の出資者となった都市銀行への説明は、日本共同証券設立翌年の1965年1月10日に遅れて行われた。しかもこれは中山が説明対象を関東系の都銀に限った。
すでに証券不況の深化に伴い大手銀行から各証券会社へ人材が派遣されていたこともあって、上述のような寡頭政治は銀行による証券支配を促進していると証券業界から非難された。証券業界は結局、日本共同証券の業務範囲が制限されることを条件に折り合った。制限内容はブローカー業務や社債業務ができないなど、趣旨としては株式の買い入れに特化するというものであった。

## 資金不足
市場にだぶついている株式は当時1000億円を超えていたから、設立当初の資金では買い上げることができなかった。そこで資本金を倍増させ、協調融資を20億円追加した。さらに1964年9月22日に田中蔵相が、佐々木日銀総裁と金融・証券・産業界の代表を招いて5点要請したが、その中に、「証券対策のために地銀も積極的な面倒を見ること」というのが1点あった。ここに中山の陳情も加わって、日銀は翌月22日、都市銀行10行が日本共同証券へ出資するために貸出限度額とは別枠で融資することを決定した。この結果、さらに翌月には特別配慮額が845億円にのぼった。日本共同証券の資本金は300億円となり、市中協調融資借入は1000億円を達成した。また翌月の12月以降、日銀は日本証券金融経由で資金融通をすることになった。これに応じようとする日本共同証券は担保に困り、日産、日立、八幡製鐵（現日本製鉄）など事業50社から株を借りた。
しかし、これでも投信が売り続ける勢いには勝てなかった。この間、日銀の事務レベルで不満が鬱積し、ついには国会で問題化してしまう。12月18日の衆議院大蔵委員会で質疑に立った日本社会党の堀昌雄は佐々木日銀総裁に対し、「日本共同証券の買い入れは公共性が疑問視されるところであり、日銀が日本共同証券に融資をするならば国民の合意が必要だ」との旨の提起を行い、佐々木も一致した考えを持っている旨の答弁をした。こうして総額1896億円の過剰株を吸い上げた日本共同証券は、1965年1月に買い入れを止めた。

## 日本証券保有組合
日本共同証券の買い入れ内訳は偏っていた。私企業としては営利を追求せざるをえず、買い入れ株は東証一部上場の優良企業に限られ、さらにはダウに影響のある株に限られた。これは過剰株の棚上げという当初の目的に必ずしも適わなかった。
この反省を踏まえて、日本証券保有組合が1965年1月13日に設立された。この任意組合は、証券不況対策は銀行主導ではなく証券業界自身によるべきだという考えに沿って、業者保有株や投信保有株を棚上げする目的で誕生した。設立をリードしたのは、谷口孟日証金社長、井上敏夫東証理事長、高山広日証金副社長の3人である。同年7月までの間、組合は2,327億7,000万円を買い上げた。内訳は、証券不況の主因たる投信組み入れ株(78％)と、日本共同証券の買わなかった東証二部の株式が中心であった。
組合は1969年に解散した。